# Viaggio al pianeta Venere
Viaggio al pianeta Venere (Abbott and Costello Go to Mars) è un film del 1953 diretto da Charles Lamont; è una parodia fantascientifica interpretata dal duo comico Bud Abbott e Lou Costello, noti in Italia come Gianni e Pinotto. Il film rappresenta il primo incontro con la fantascienza vera e propria per la celebre coppia comica e l'unico interpretato da entrambi (nel 1959 il solo Lou Costello/Pinotto reciterà in un'altra pellicola di fantascienza, The 30 Foot Bride of Candy Rock).

## Trama
Pinotto, un animatore dell'asilo di New York, dirige per sbaglio il suo "razzoplano" verso la vetrina di un locale. La polizia insegue Pinotto che, per scappare, si nasconde in un autocarro. Ad un tratto Gianni, che lavora in un campo d'aviazione, rientra nell'autocarro con i rifornimenti. Arrivato alla Stazione Spaziale, Pinotto vede un enorme razzo spaziale e prende molti appunti, perciò viene scambiato da Gianni per una spia. Entrati nella segreteria, la segretaria scambia Pinotto per il dottor Pinotti. Il dottor Pinotti, arrivato si sente preso in giro, ma dopo il comandante afferma che in realtà Pinotto non è un Professore di Ingegneria Aerospaziale. Pinotto non può uscire: c'è il rischio che sparga la voce della missione non ancora in corso. Per non farlo uscire, il comandante dà l'incarico a Gianni e a Pinotto di salire sul razzo per pulirlo e mettere a posto gli ingranaggi. Mentre si sta disputando una riunione sul corpo celeste da esplorare, Pinotto tocca un po' di accessori, li indossa, ma viene sgridato da Gianni... La rotta è decisa: Marte. Il comandante dell'equipaggio sale sull'astronave, ma appena uscito Pinotto tira una leva. Prima atterrano nel centro di New Orleans (che i due credono sia la capitale di Marte), durante il suo caratteristico e grottesco Carnevale. Due mascalzoni, vedono il razzo e pensano che dentro di esso ci siano dei veri marziani e dei vestiti, perciò entrano. Gianni e Pinotto poi giungono sul pianeta Venere, popolato dalle donne.